# Науменко, Нина Фёдоровна
Нина Федоровна Науменко — советский хозяйственный и государственный деятель, лауреат Государственной премии СССР за выдающиеся достижения в труде.

## Биография
Родилась в 1932 году на территории современной Омской области. Член КПСС.
Окончила школу ФЗО в Омске по специальности маляр-штукатур.
В 1951—1990 годах — штукатур строительно-мониажного треста номер 2, бригадир штукатуров СМУ-3 Министерства транспортного строительства СССР в городе Омске.
Заслуженный строитель РСФСР.
За внедрение годовых планов загрузки бригад и поточных методов строительства была в составе коллектива удостоена Государственной премии СССР за выдающиеся достижения в труде 1980 года.
Жила в Омске.

## Награды
- Орден Ленина (1986)
- Орден Октябрьской Революции
- Орден Знак Почёта